# Jerzy Gottfried
Jerzy Gottfried (ur. 29 grudnia 1922 we Lwowie, zm. 24 października 2017 w Katowicach) – polski architekt, przedstawiciel modernizmu, urbanista, prezes Stowarzyszenia Architektów Polskich Oddział w Katowicach w latach 1953–1955, 1955–1957, 1965–1967, jeden z najwybitniejszych architektów doby modernizmu w Polsce. Działacz społeczny.

## Życiorys
Jerzy Gottfried urodził się we Lwowie, od roku 1928 mieszkał w Rybniku, następnie, w latach 1934–1939, w Świętochłowicach, Mikołowie i Chorzowie, od 1940 roku w Warszawie. Był członkiem organizacji harcerskich i Sodalicji Mariańskiej. W czasie II wojny światowej działał w konspiracji. W ramach Grup Katolickich organizował samokształcenie młodzieży, od 1942 żołnierz AK (pułk „Baszta”). Brał udział w powstaniu warszawskim, wtedy to podczas walk na Mokotowie został ranny, był internowany w obozie w Pruszkowie.
W latach 1940–1943 uczęszczał do Miejskiej Szkoły Budowlanej w Warszawie. W ramach tajnego nauczania ukończył 1 rok Wydziału Architektury Politechniki Warszawskiej i 1 rok Wydziału Medycyny na Wydziale Lekarskim Uniwersytetu Poznańskiego. Po II wojnie światowej kontynuował naukę na Wydziale Architektury przy Akademii Górniczo-Hutniczej w Krakowie (1945–1949).
W latach 1949–1990 był głównym projektantem i kierownikiem pracowni w Biurze Projektów Budownictwa Ogólnego „Miastoprojekt” w Katowicach oraz (1982–1989) głównym projektantem w Pracowni Sztuk Plastycznych i Pracowni Usług Architektonicznych w Katowicach. W okresie od 1949 do 1958 współpracował z Aleksandrem Frantą i Henrykiem Buszką. Najciekawsze samodzielne realizacje Jerzego Gottrieda przypadają na lata 60.XX wieku. Zaliczane są do nich między innymi hale, w których projektant zastosował wiszące samosprężone dachy wsparte na przestrzennych kozłach, spięte łukami obrzeżnymi, których zadaniem było utrzymanie właściwego napięcia siatki (przekrycia budowli).
Pochowany na cmentarzu przy ulicy Szpitalnej w Świętochłowicach.

## Wybrane dzieła

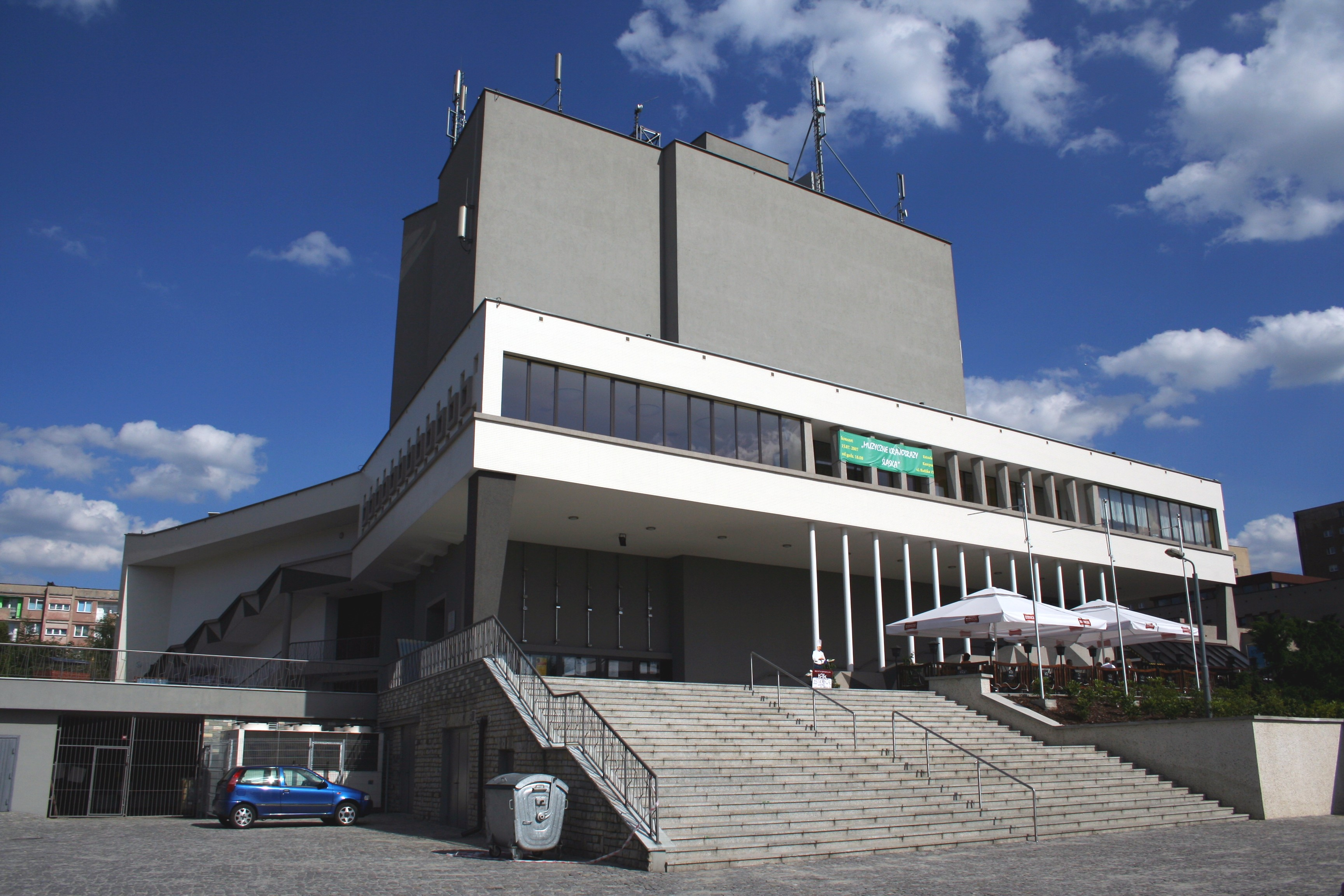
Teatr Ziemi Rybnickiej w Rybniku

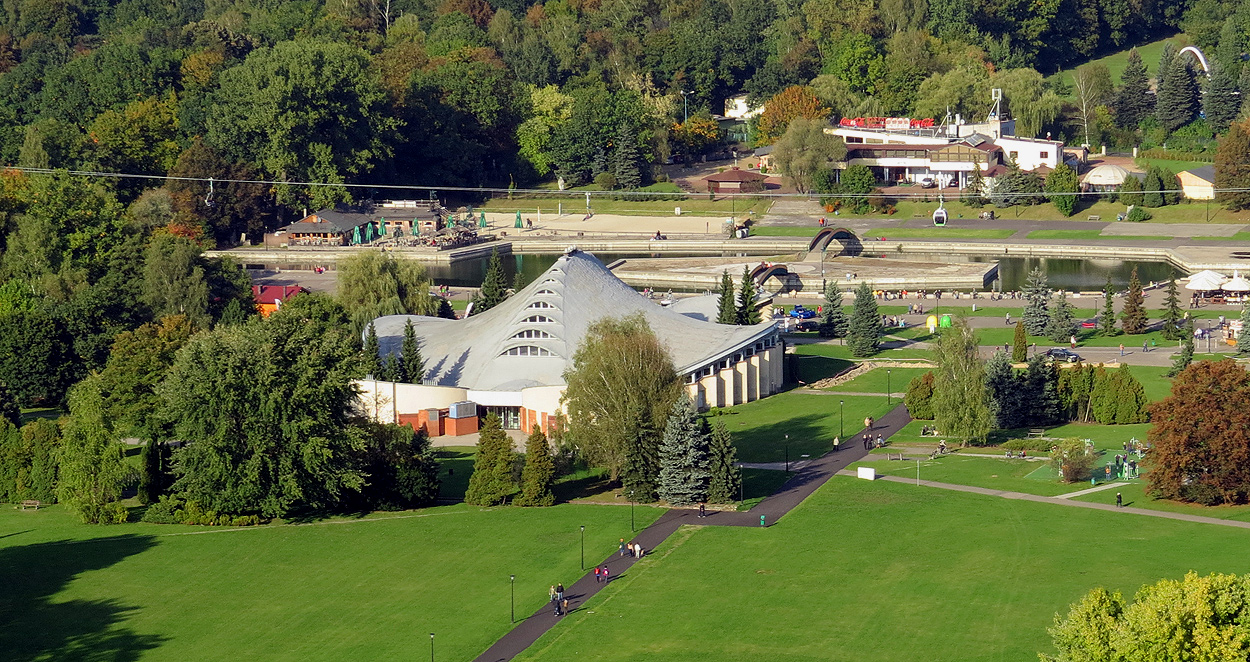
Hala wystawowa "Kapelusz" w Chorzowie

1949–1958 wspólnie z Henrykiem Buszko i Aleksandrem Frantą (zespół projektowy „Zielone Konie”):
- Gmach Okręgowej Rady Związków Zawodowych w Katowicach (I nagroda w konkursie 1950), 1950–1955;
- Dom Kultury huty „Małapanew” w Ozimku, 1950–1951;
- Szkoła Górnicza w Katowicach, 1951;
- Szkoła Zawodowa huty „Baildon” (obecnie Śląskie Techniczne Zakłady Naukowe), 1951;
- Dom Kultury huty „Zgoda” w Świętochłowicach, 1954-1955;
- Teatr Ziemi Rybnickiej w Rybniku, 1955-1964;
- Dom wczasowy „Transportowiec” w Bielsku-Białej Mikuszowicach, 1955–1962;
- Tor łyżwiarski „Torkat” w Katowicach, 1956–1957.

Samodzielnie 1958–2000:
- Ośrodek Postępu Technicznego w Katowicach – zagospodarowanie terenu, pawilony wystawowe, budynki administracyjne, 1961–1967;
- Wieżowiec Dyrekcji Okręgowej Kolei Państwowych, 1965-1974;
- „Hala Kwiatów” w Parku Śląskim w Chorzowie, 1969 – nagroda III stopnia Ministra Budownictwa i Przemysłu Materiałów Budowlanych;
- Hala Sportowo-Widowiskowa przy ul. Żeromskiego w Sosnowcu, 1967[4];
- Wydział Elektryczny Politechniki Częstochowskiej w Częstochowie, 1970;
- Hala Sportowo-Widowiskowa „Okrąglak” w Opolu, 1967 – nagroda II stopnia Ministra Budownictwa i Przemysłu Materiałów Budowlanych;
- Hala Widowiskowo-Sportowa w Jastrzębiu Zdroju, 1970;
- Hala wystawowa „Kapelusz” w Parku Śląskim w Chorzowie, 1985–1988.